# Tonkawa (taal)
Tonkawa is een uitgestorven indiaanse taal, gesproken in Oklahoma, Texas en New Mexico door de Tonkawa. Tonkawa is een isolaat, zonder bekende verwanten. De taal stierf omstreeks 1940 uit en de stamleden spreken nu Engels.